# Jurgen Van Goolen

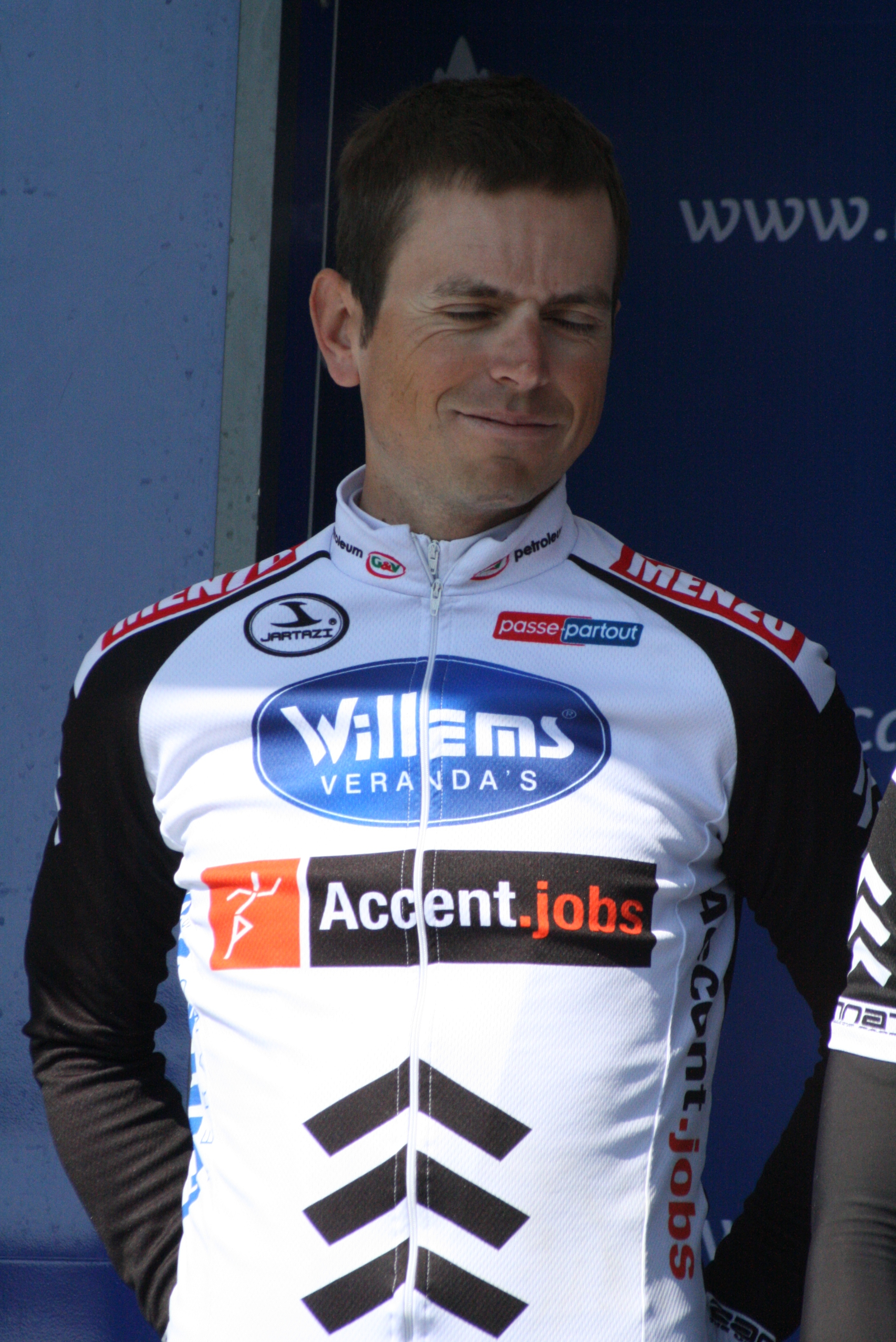
Jurgen Van Goolen bei den Vier Tagen von Dünkirchen 2011

Jurgen Van Goolen (* 28. November 1980 in Löwen) ist ein ehemaliger belgischer Radrennfahrer.
Jurgen Van Goolen gelangen als U23-Fahrer einige Siege. So gewann er in der Saison 2000 den Grand Prix Tell, Lüttich–Bastogne–Lüttich Espoirs und die belgische U23-Zeitfahr-Meisterschaft. Den belgischen Titel verteidigte er im folgenden Jahr. 2002 wurde er Profi bei dem Radsport-Team Domo-Farm Frites. Im folgenden Jahr wechselte er zu Quick Step, wo er drei Jahre fuhr. 2006 und 2007 fuhr Van Goolen für das US-amerikanische ProTeam Discovery Channel. Auf der fünften Etappe der Tour de Suisse 2006 wäre ihm fast sein erster Profisieg gelungen. Der Schweizer Etappensieger Steve Morabito war nur einen Tick stärker als er. 2008 fuhr Van Goolen für das Team CSC (seit 2009 als Team Saxo Bank).
Ende der Saison 2013 beendete er seine Karriere.
Im Jahr 2018 gewann er in Vareseie Gran Fondo Weltmeisterschaft in der Klasse der 35–39-Jährigen.

## Erfolge
2000
- Grand Prix Tell
- Lüttich–Bastogne–Lüttich Espoirs
- Belgischer Meister – Einzelzeitfahren (U23)

2001
- Belgischer Meister – Einzelzeitfahren (U23)

2011
- eine Etappe Route du Sud

## Teams
- 2002 Domo-Farm Frites
- 2003 Quick Step-Davitamon
- 2004 Quick Step-Davitamon
- 2005 Quick Step-Innergetic
- 2006 Discovery Channel
- 2007 Discovery Channel
- 2008 Team CSC-Saxo Bank
- 2009 Team Saxo Bank
- 2010 Omega Pharma-Lotto
- 2011 Veranda’s Willems-Accent
- 2012 Accent Jobs-Willems Veranda’s
- 2013 Accent Jobs-Wanty